# Vesselowskya
Vesselowskya é um género botânico pertencente à família Cunoniaceae.